# Ludmila Prokopová
Ludmila Prokopová, křtěná Lidmila (26. února 1888 Hradec Králové-Kukleny – 6. června 1959 Sofie, Bulharsko) byla česká a bulharská klavíristka, operní pěvkyně a hudební pedagožka.

## Životopis
Některé zdroje uvádějí chybný den 16. nebo rok narození 1892. Ludmila se narodila v rodině učitele Josefa Prokopa (1850 v České Skalici) a Marie Kaulichové (1855 v Praze), svatbu měli 18. 7. 1876. Měla dva starší sourozence Františka Prokopa (1877) a Marii Krchňákovou-Prokopovou (1883).
Základní hudební vzdělání získala od svého otce. V roce 1908 absolvovala Pražskou konzervatoř (klavír u Karla Hofmeistera). V té době se seznámila s Kristýnou Ljuben-Morfovou, která studovala zpěv v Praze. Kristýna se pro Ludmilu stala nejen učitelkou zpěvu, ale také blízkou přítelkyní. Roku 1908 odešly spolu do Brna, kde Ludmila učila na Janáčkově varhanické škole.
Roku 1911 spolu zamířily do Sofie, kde v té době působil Spolek přátel opery, základ pozdější sofijské Národní opery. V letech 1912–1916 tam Ludmila působila jako učitelka na hudební škole, s Kristýnou absolvovala řadu koncertních vystoupení, kdy Kristýnu doprovázela na klavír. V roce 1916 se obě vydaly na koncertní turné po Rakousku-Uhersku (Budapešť, Praha, Brno aj.) a Německu (Berlín).
Jako zpěvačka účinkovala v pražském Národním divadle, ve Východočeském divadle, v brněnských divadlech, v Olomouci, v Plzni a ve Slovenském národním divadle v Bratislavě.
V roce 1930 se přítelkyně usadily v Sofii a ve svém domě otevřely soukromou hudební školu; mezi jejich studenty byli později v Bulharsku slavní zpěváci Гюрга Пинджурова, Райна Михайлова a Мария Милкова-Золотович. V domě se také shromáždil okruh významných profesionálů a milovníků hudby, mezi něž patřil zejména Панчо Владигеров. Ludmila a Kristýna byly také mezi hudebníky na počátku každoročního hudebního festivalu ve Varně. Po smrti Kristýny v roce 1936 vedla školu sama Ludmila. Později jako vedoucí a dirigentka ženského sboru „Христина Морфова“. V letech 1937–1958 učila na bulharské státní konzervatoři (od roku 1942 jako profesorka), kde mezi jejími studenty byli zejména Райна Кабаиванска a Димитр Узунов. Zároveň byla 12 let sólistkou operních domů v Praze a Sofii.
Na konci svého života se podílela na vytvoření ženského sboru v Národní knihovně, který byl později přejmenován na Morfova-Prokopova. V roce 1950 jí byla udělena Димитровска награда a v následujícím roce cena „Заслужила артистка на Народна република България“.
V Praze II bydlela na adrese Ditrichova 27.

## Dílo

### Hudebniny
- Bulharské národní písně: pro vyšší hlas s průvodem klavíru – upravila. Praha: F. A. Urbánek, 1926
- Čern’o što me măšič, jano gan’o: tri pesni iz repertoara na Christina Morfova – Sofija: Nauka i izkustvo, 1954

### Operní role
- 1900 Carmen: G. Bizet; režie Robert Polák – Micaela
- 1909 Prodaná nevěsta: B. Smetana; R. Polák – Háta
- 1912 Aida: G. Verdi ; R. Polák, Emil Pollert, Josef Munclinger – první kněžka
- 1912 Maškarní ples: G. Verdi; R. Polák, J. F. Munclinger – Oscar
- 1912 Tannhäuser a zápas pěvců na Wartburce: R. Wagner; R. Polák, Vladimír Wurscher – mladý pastýř
- 1913 Kouzelná flétna: W. A. Mozart; R. Polák – Pamina
- 1913 Tajemství: B. Smetana; R. Polák – Blažena
- 1914 Rusalka: A. Dvořák; R. Polák – Rusalka
- 1915 Mořská panna: A. Dvořák; R. Polák – mořská panna
- 1916 Na starém bělidle: K. Kovařovic; R. Polák – stařena
- 1917 Mignon: Ambroise Thomas ; R. Polák, J. F. Munclinger, E. Pollert – Mignon
- 1917 Šárka: Z. Fibich; R. Polák – Libina
- 1917 Eva: J. B. Foerster; R. Polák, J. F. Munclinger – Zuzka
- 1919 Boris Godunov: M. P. Musorgskij; R. Polák, E. Pollert – Ksenie
- 1919 Faust a Markétka: Ch. Gounod ; R. Polák, E. Pollert, J. Munclinger – Siebl
- 1919 Lakmé: Léo Delibes; R. Polák – Mallika
- 1919 Don Juan: W. A. Mozart; R. Polák, V. Wurscher, E. Pollert – Zerlina
- 1919 Šelma sedlák: A. Dvořák; R. Polák – Bětuška
- 1920 Falstaff: G. Verdi; E. Pollert – Nannetta
- 1920 Figarova svatba: W. A. Mozart; R. Polák, V. Wuršer, J. Munclinger – cherubin
- 1920 Libuše: B. Smetana; R. Polák – první žnec
- 1920 Louisa: G. Charpentier; R. Polák, V. Wurscher, E. Pollert – Camilla
- 1920 Messinská nevěsta: Z. Fibich; R. Polák, E. Pollert – panoš z družiny Cesarovy
- 1920 Simson: Rudolf Zamrzla; R. Polák – Iras
- 1921 Madame Butterfly: G. Puccini; R. Polák – Madame Butterfly